# 李尚揚
李 尚揚（り しょうよう、Lǐ Shàngyáng、1825年 - 1863年）は、太平天国の指導者の一人。
湖南省郴州府安仁県出身。1852年に太平天国に参加し、1853年から鎮江の守備隊に配属された。1860年より忠王李秀成・侍王李世賢に従って江蘇省・安徽省・江西省・浙江省を転戦し、戦功により裨天義となった。1861年、李世賢に従って江西省から浙江省に入り、竜游・湯渓・金華・蘭渓の4城を陥落させた。李尚揚は裨天将に昇進し、湯渓に駐屯した。1862年、李世賢は衢州に進軍し、李尚揚は竜游・湯渓・武義・永康・義烏・東陽の金華郡一帯を兵10万とともに守ることとなり、宗王に封じられた。しかし8月に湯渓は左宗棠・蔣益澧率いる湘軍に包囲された。このとき李世賢は天京救援のために呼び戻されたために救援は来ず、籠城戦を耐え抜かなければならなかった。1863年になって内部からの裏切りで、李尚揚は捕らえられて処刑された。